# Calycanthus
Калікантус (Calycanthus) — рід з восьми видів рослин родини Calycanthaceae .

## Поширення
Рід поширений в Китаї та Північній Америці.

## Опис
Це листопадні кущі, які досягають 2-4 м у висоту. Листки супротивні, цілісні, 5-15 см завдовжки та 2-6 см завширшки. Квіти утворюються на початку літа після листя, 4-7 см завширшки, з численними спіралеподібними, вузькими темно-червоними пелюстками (схожі на маленьку квітку магнолії), з сильним ароматом. Плід — суха еліптична коробочка довжиною 5-7 см, що містить численні насіння.

## Види
- Calycanthus brockianus
- Calycanthus chinensis
- Calycanthus floridus
- Calycanthus occidentalis

## Галерея

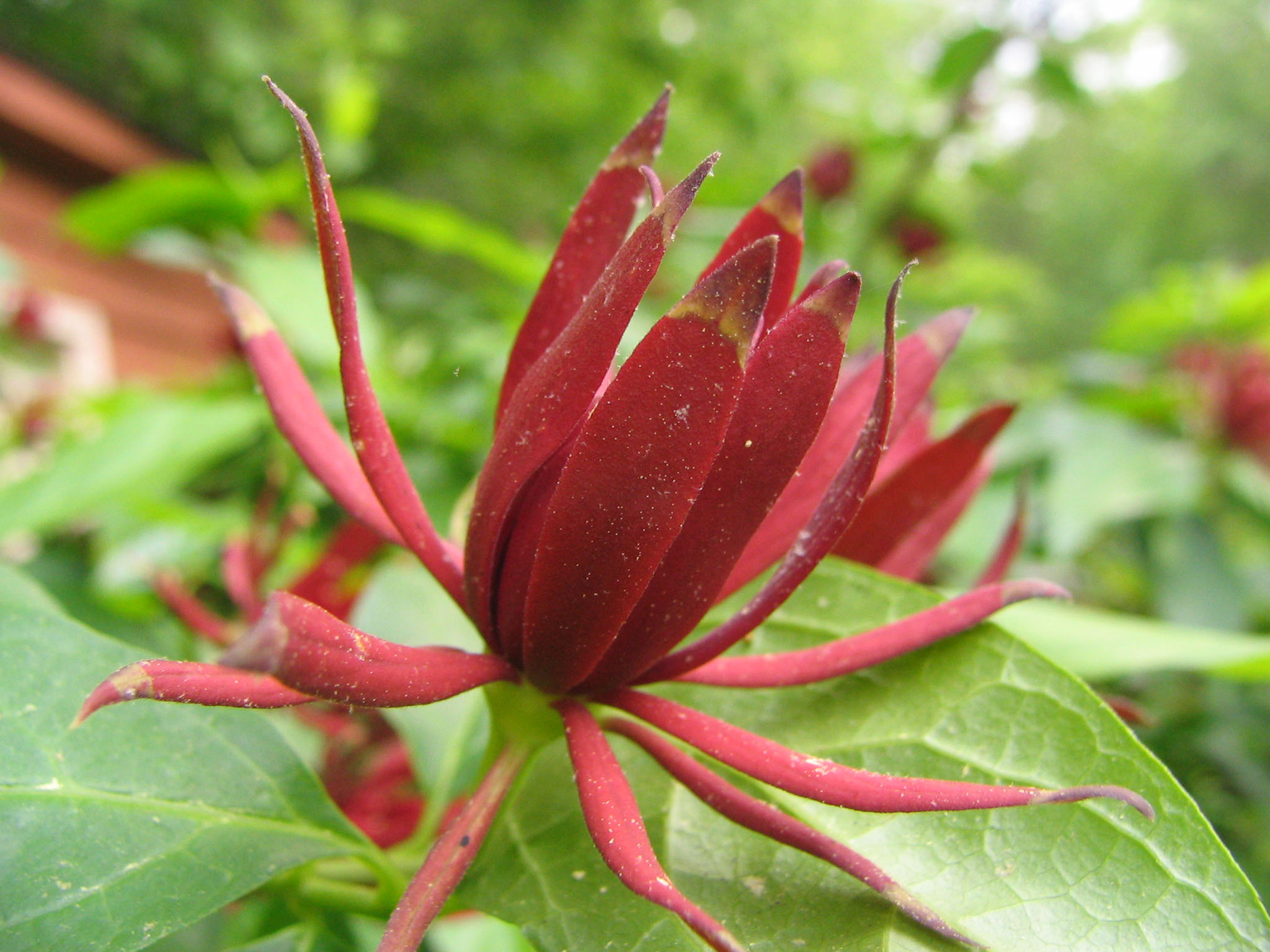
Calycanthus floridus
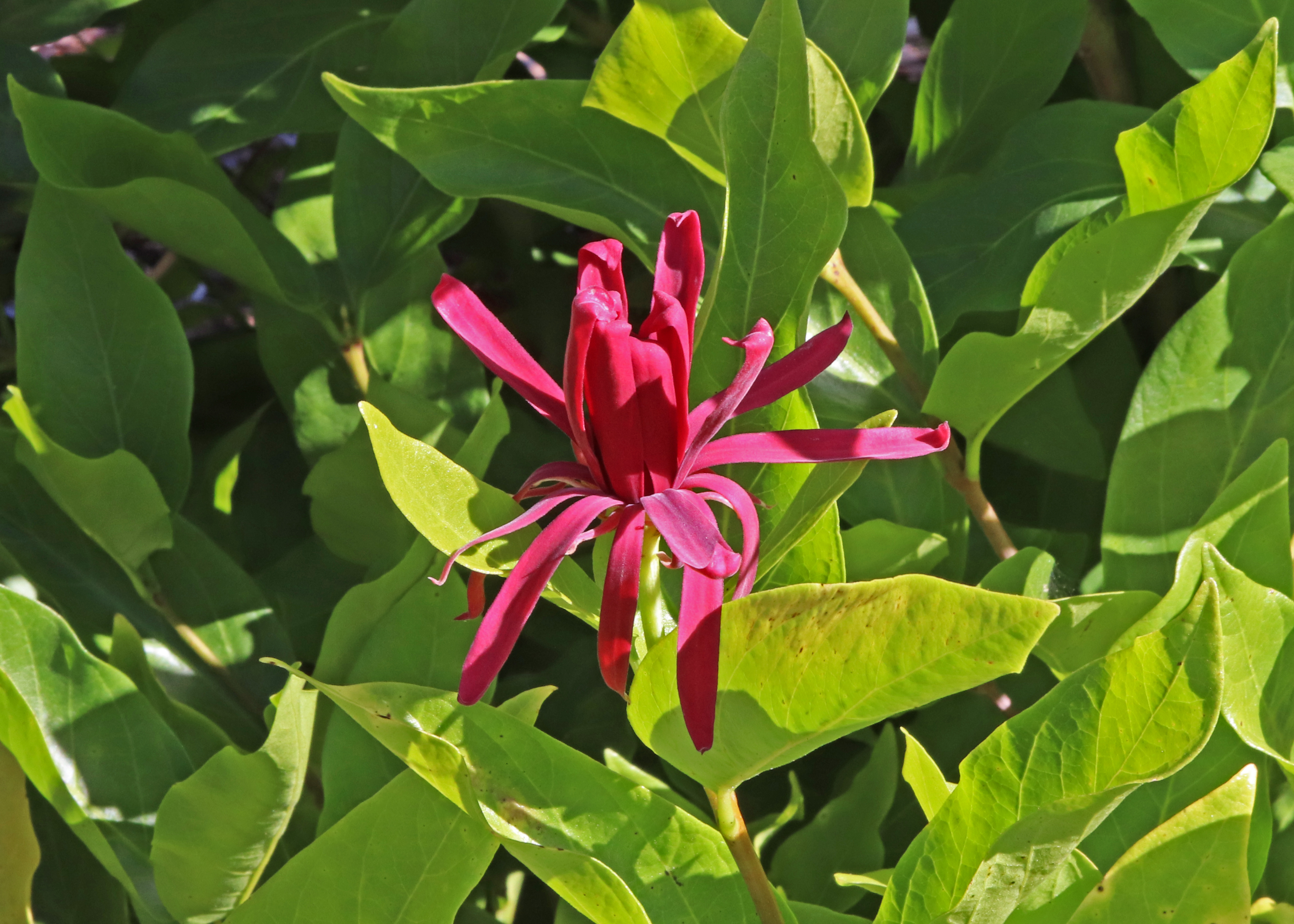
Calycanthus cidentalis
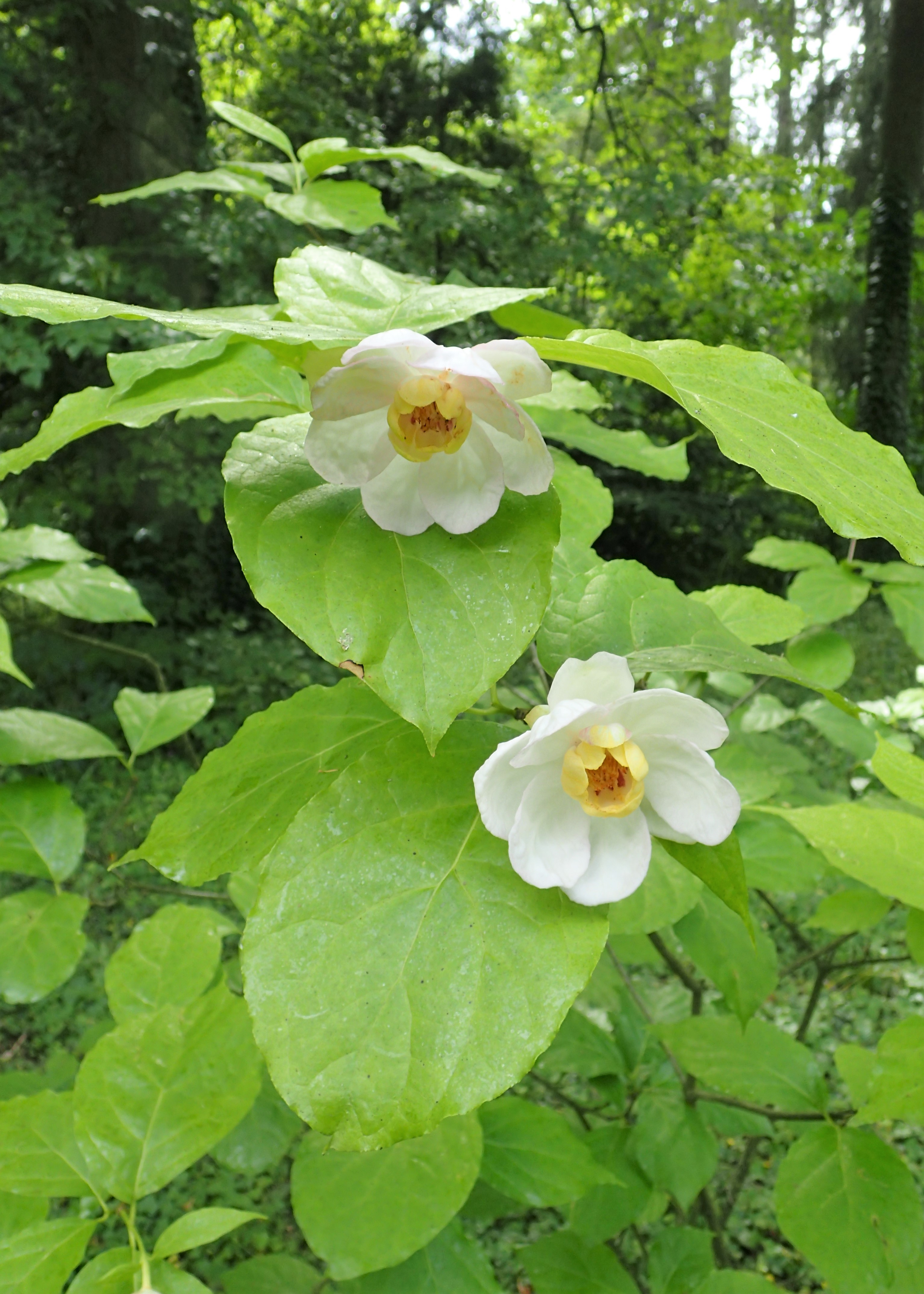
Calycanthus chinensis
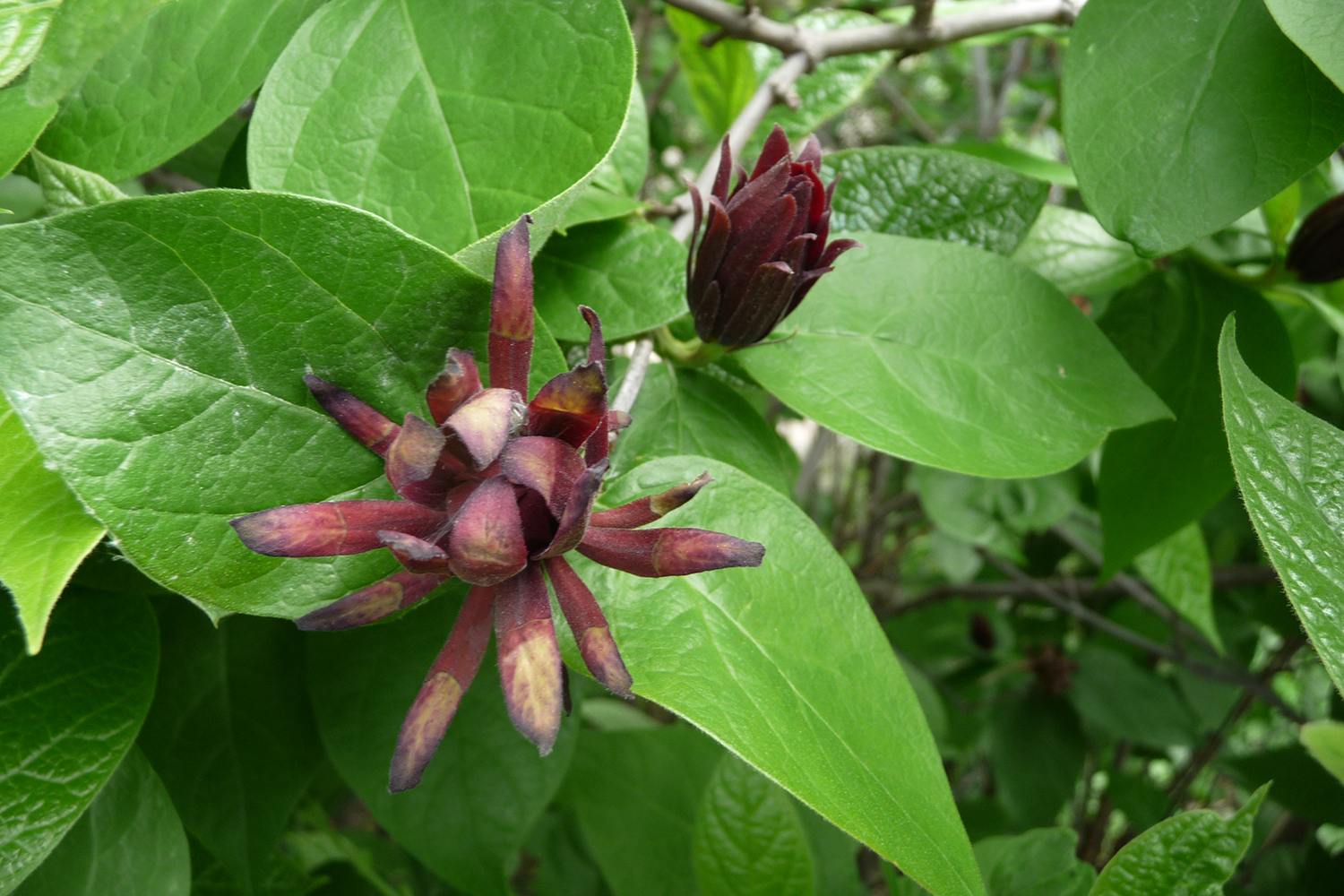
Calycanthus fertilis
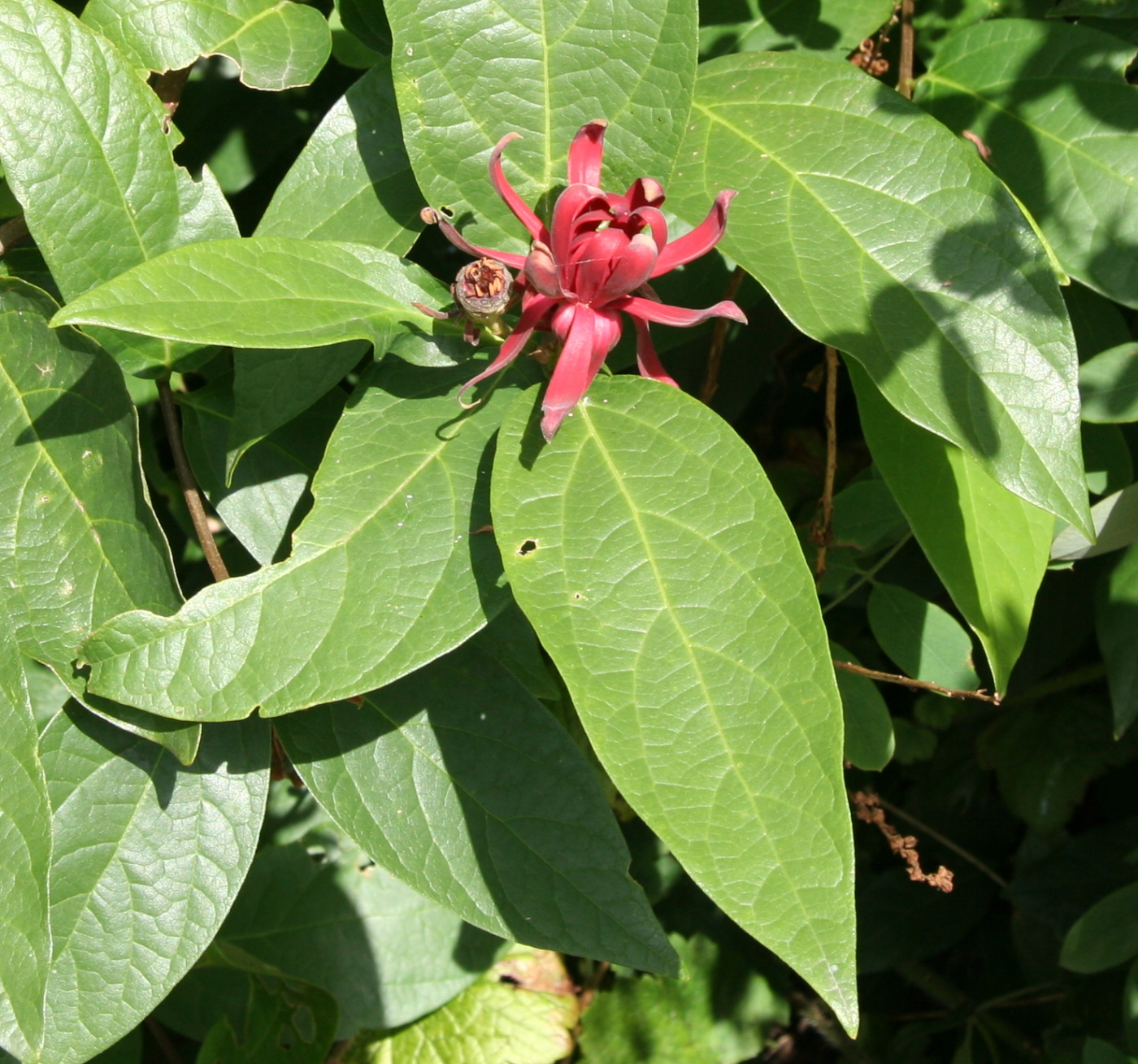
Calycanthus occidentalis
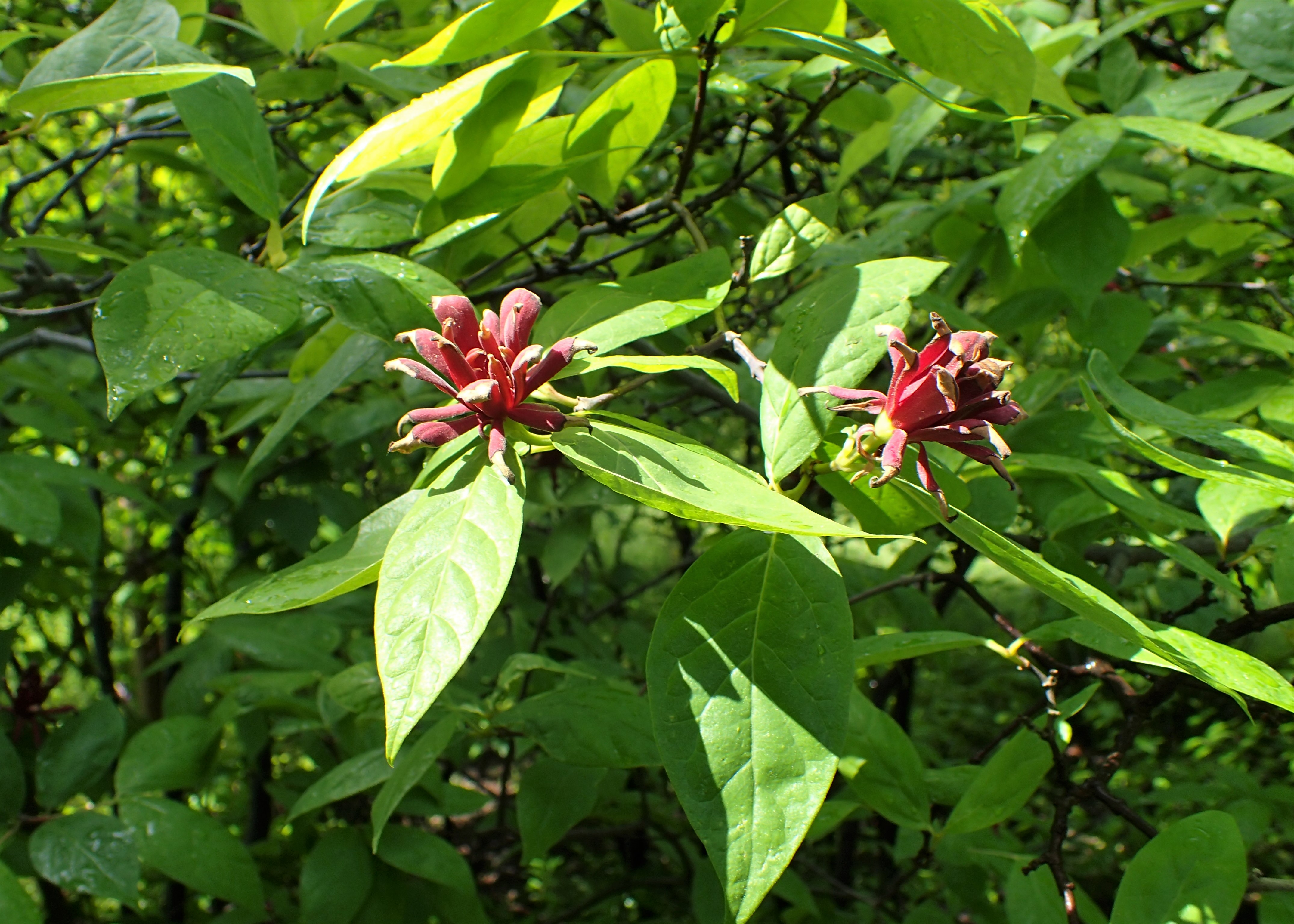
Calycanthus floridus var. glaucus
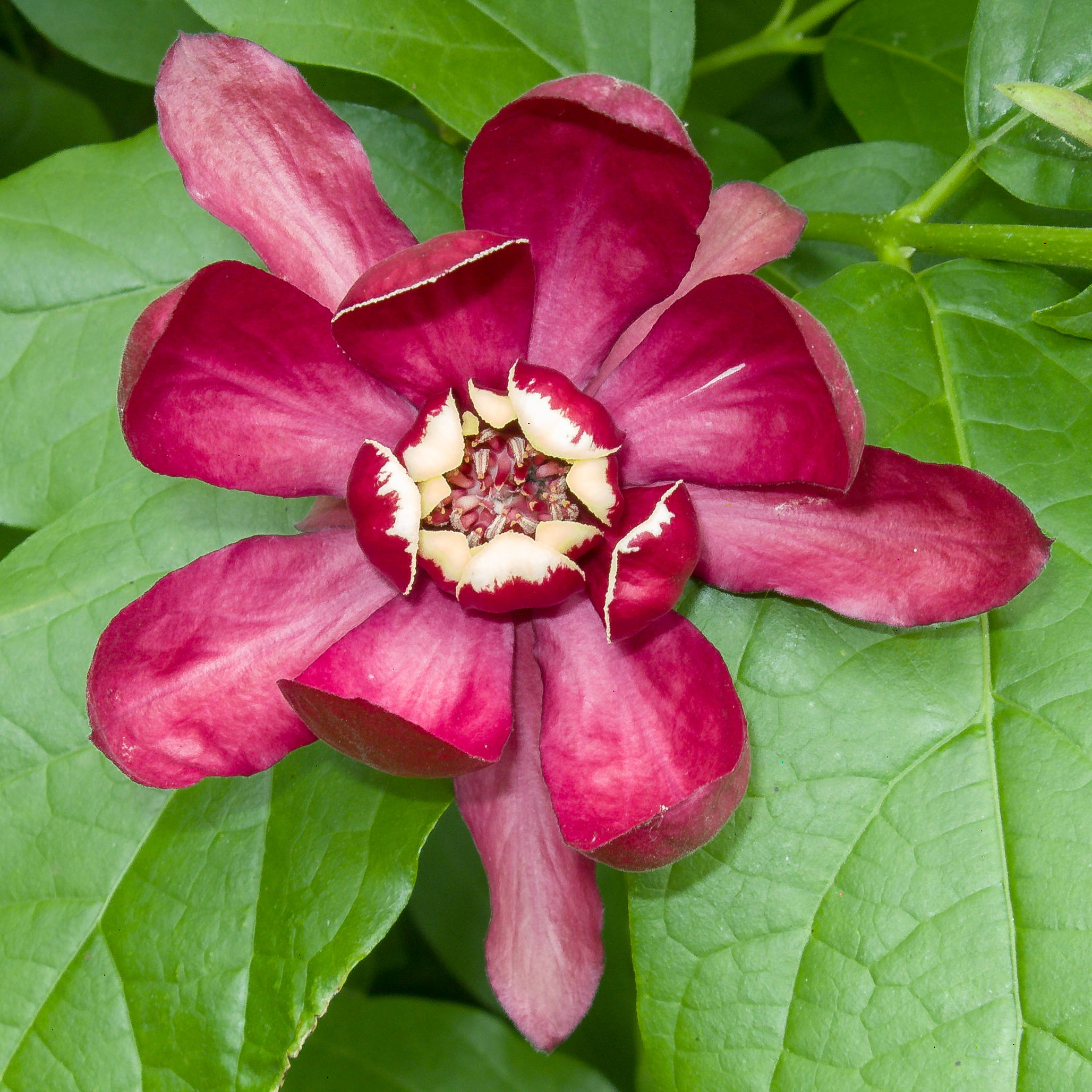
Calycanthus × raulstonii